# Broccostella
Broccostella est une commune italienne de la province de Frosinone dans la région Latium en Italie.

## Administration
| Période                                  | Période  | Identité          | Étiquette | Qualité |
| ---------------------------------------- | -------- | ----------------- | --------- | ------- |
| 2004                                     | En cours | Sergio Cippitelli |           |         |
| Les données manquantes sont à compléter. |          |                   |           |         |

### Communes limitrophes
Arpino, Campoli Appennino, Fontechiari, Posta Fibreno, Sora

## Démographie
| 1871  | 1881  | 1901  | 1911  | 1921  | 1931  | 1951  | 1961  | 1971  | 1981  | 1991  | 2001  |
| ----- | ----- | ----- | ----- | ----- | ----- | ----- | ----- | ----- | ----- | ----- | ----- |
| 1 602 | 1 310 | 1 539 | 1 534 | 1 702 | 1 971 | 2 261 | 1 911 | 1 729 | 2 002 | 2 396 | 2 646 |

| 2009  | - | - | - | - | - | - | - | - | - | - | - |
| ----- | - | - | - | - | - | - | - | - | - | - | - |
| 2 789 | - | - | - | - | - | - | - | - | - | - | - |